# Olgierd Chybiński

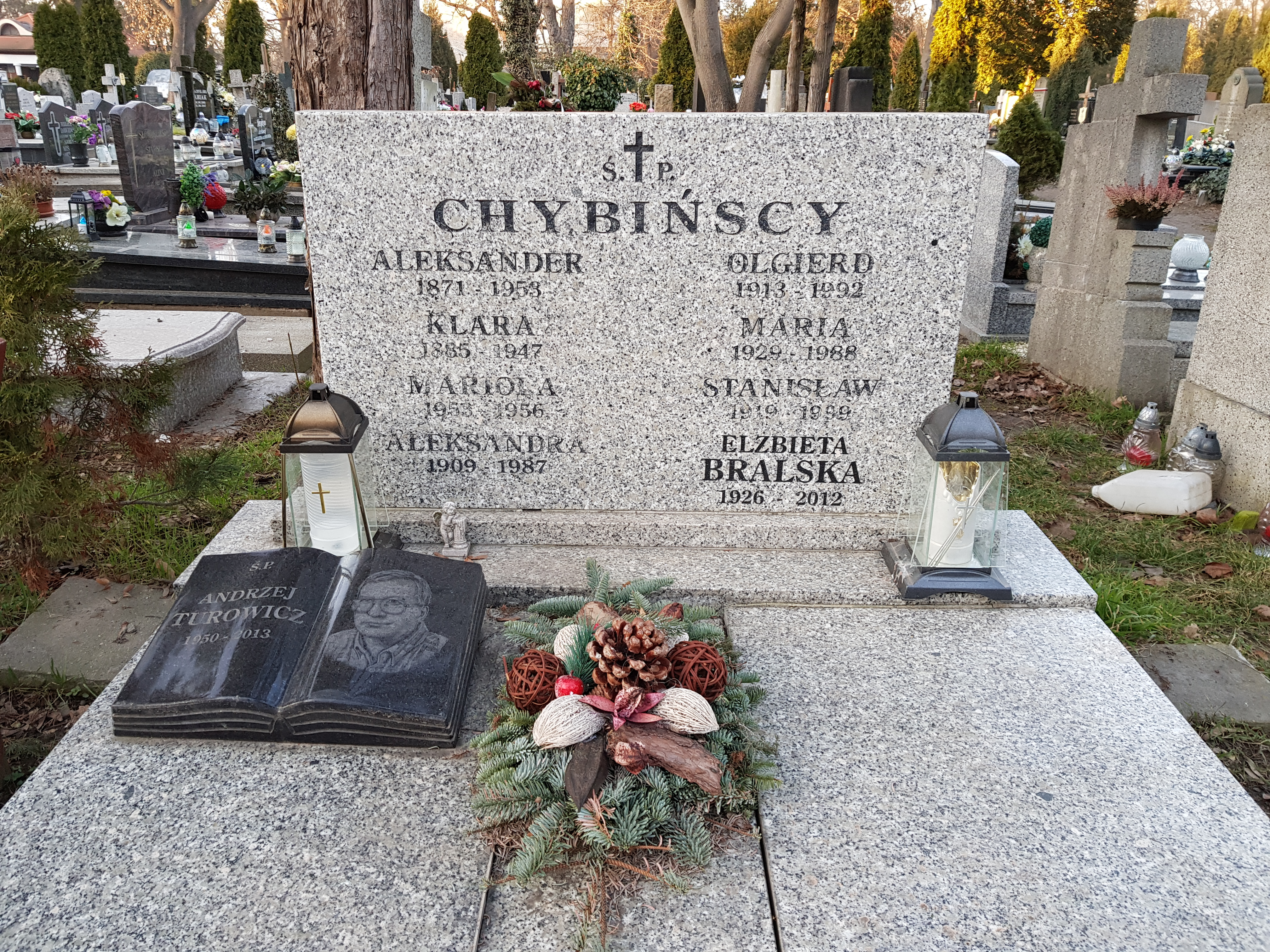
Grób Olgierda Chybińskiego na Cmentarzu św. Wawrzyńca we Wrocławiu

Olgierd Chybiński (ur. 23 marca 1913 w Berlinie, zm. 1993 we Wrocławiu) – polski prawnik specjalizujący się w prawie karnym materialnym, doktor habilitowany, pracownik naukowy Wydziału Prawa Uniwersytetu Wrocławskiego.

## Życiorys
Syn Aleksandra Chybińskiego i Klary z d. German. W 1936 roku ukończył studia prawnicze na Uniwersytecie Poznańskim, następnie pracował na stanowiskach urzędniczych. Od 1938 roku doktorant na Wydziale Prawa Uniwersytetu Poznańskiego. Wojna uniemożliwiła mu kontynuowanie kariery naukowej, którą podjął na nowo dopiero po jej zakończeniu. W 1945 roku osiedlił się we Wrocławiu i rozpoczął pracę jako asystent na reaktywowanym tam Uniwersytecie.
W 1950 roku obronił pracę doktorską dotyczącą przestępstwa oszustwa, której promotorem był Witold Świda. W pracy naukowej zajmował się przede wszystkim przestępstwami przeciwko mieniu oraz działalności instytucji państwowych. W badaniach wykorzystywał metody empiryczne. Był współautorem (wraz z Witoldem Świdą i Włodzimierzem Gutekunstem) popularnego podręcznika do zagadnień z zakresu części szczególnej Kodeksu karnego, który doczekał się kilku wznowień.
Habilitował się w 1964 roku na podstawie rozprawy pt. Paserstwo w polskim prawie karnym. Po utworzeniu Instytutu Prawa Karnego i Kryminologii został kierownikiem wchodzącego w jego skład Zakładu Prawa Karnego. Pozostał nim do przejścia na emeryturę w 1983 roku. Był laureatem wielu nagród naukowych i odznaczeń (m.in. srebrnego Medalu Uniwersytetu Wrocławskiego). Wypromował dwóch doktorów (Mariana Bieńka i Jerzego Czułowskiego).
Zmarł w 1993 roku. Został pochowany w grobie rodzinnym na Cmentarzu św. Wawrzyńca we Wrocławiu.

## Wybór publikacji
- Paserstwo w polskim prawie karnym, Warszawa 1962.
- Płatna protekcja, Warszawa 1967.
- Rozbój w teorii i praktyce, Wrocław 1975.
- Prawo karne. Część szczególna [współautorzy: W. Gutekunst, W. Świda], Wrocław 1980 [wyd. pierwsze Warszawa 1961].